# Tibetansk skrift

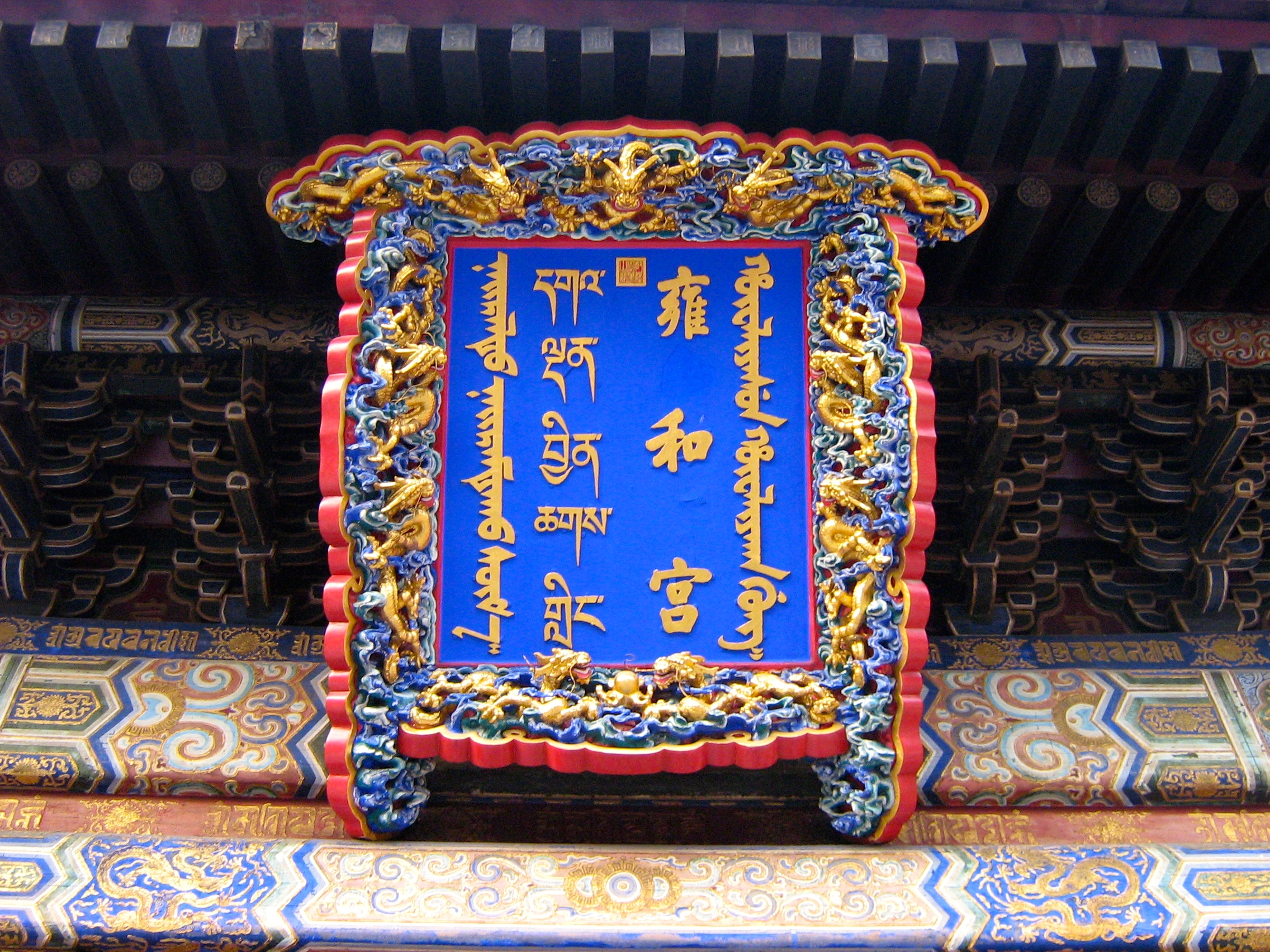
Skylt på fyra språk vid Yonghegong i Beijing. Från vänster: mongoliska, tibetanska, kinesiska och manchuiska. Den tibetanska texten lyder དགའ་ལྡན་བྱིན་ཆགས་གླིང་ (Wylie: dga'-ldan byin-chags-gling)

Tibetansk skrift är ett skriftsystem som hör till brahmifamiljen. Den används för att skriva bland andra tibetanska, dzongkha, sikkimesiska och ladakhi. Dess tryckta form kallas för uchen (དབུ་ཅན་, dbu-can, "med huvud") medan den handskrivna kallas för umê (དབུ་མེད་, dbu-med, "huvudlös"). Den tibetanska skriften är starkt knuten till den tibetanska identiteten. Förutom i Tibet används den även för att skriva tibetanska i Bhutan, Indien, Nepal och Pakistan.

## Historia
Den tibetanska skriften sägs ha skapats i mitten av 600-talet av Thönmi Sambhota som på order av kung Songtsän Gampo färdats till Indien för att studera skrivkonsten. Bokstävernas form är hämtad från de skriftsystem som användes i Indien vid denna tid. Två samtida skriftsystem som kan ha fungerat som inspirationskälla är siddhaṃ och khotanesisk skrift.
Den officiella ortografin standardiserades under tidigt 800-tal och har inte förändrats sedan dess trots stora förändringar av det talade språket. Sålunda finns det stora skillnader mellan stavningen, baserad på klassisk tibetanska, och hur moderna tibetanska dialekter uttalas, i synnerhet standard-tibetanska baserad på dialekten i Lhasa. Exempelvis finns de stora mängder konsonanter och konsonantkluster som antingen är stumma eller uttalas annorlunda än vad stavningen anger. 
Uttalet i språken balti, burig och ladakhi ligger närmre den ålderdomliga stavningen.
Den tibetanska skriften har i sin tur gett upphov till skriftsystemen lepcha, limbu och 'phags-pa.

## Tibetanska
Den tibetanska skriften är i likhet med andra brahmi-baserade skriftsystem en abugida där varje konsonantbokstav har en medföljande vokal [a]. Andra vokaler markeras med diakritiska tecken som skrivs ovanför eller under konsonantbokstäverna. Det görs ingen skillnad mellan långa och korta vokaler annat än i lånord och då i synnerhet från sanskrit.
Tibetansk skrift skiljer sig från andra sydasiatiska skriftsystem i sättet den bildar konsonantkluster. Utöver sin grundform kan bokstäver även skrivas i nedsänkt form. Vissa har även en upphöjd form. Den upphöjda positionen är reserverad för konsonanterna r, l och s medan den nedsänkta positionen är för konsonanterna y, r, l och w. Vidare ändrar y, r och w ofta utseende när de skrivs i dessa positioner. Notera att dessa begränsningar endast gäller inhemska tibetanska ord; andra kombinationer kan förekomma i lånord, egennamn och vid transkription av sanskrit.
Förutom de upphöjda och nedsänkta konsonanterna kan ett antal av dem även skrivas som prefix, suffix och post-suffix. Prefixet kan bestå av någon av bokstäverna g, d, b, m, and ’a och skrivs till vänster om radikalen. Suffixet kan bestå av någon av bokstäverna g, n, b, d, m, ’a, r, ng, s och l och skrivs till höger. Post-suffixet som skrivs till höger om suffixet kan endast bestå av antingen d eller s.
Stavelser skiljs åt med tsheg, ett tecken som liknar en liten triangel med spetsen nedåt. Då många tibetanska ord är enstaviga så fungerar tsheg nästan som ett mellanslag.
Vissa tibetanska dialekter har utvecklat ordtoner. Språket hade dock inga toner när skriftsystemet uppfanns. Därför finns heller inga symboler för att markera toner. Eftersom tonerna utvecklats ur segmentella drag kan tonerna vanligtvis förutsägas utifrån den ålderdomliga stavningen.

### Konsonanter
| Bokstav | Wylie | Pinyin | IPA            |
| ------- | ----- | ------ | -------------- |
| ཀ       | ka    | ga     | [ká], [k̞á]     |
| ཁ       | kha   | ka     | [kʰá], [ᵑɡá]   |
| ག       | ga    | ga, ka | [ɡà], [kʰà]    |
| ང       | nga   | nga    | [ŋà]           |
| ཅ       | ca    | ja     | [tʃá], [t̞ʃá]   |
| ཆ       | cha   | qa     | [tʃʰá], [ⁿdʒá] |
| ཇ       | ja    | ja, qa | [dʑà], [tɕʰà]  |
| ཉ       | nya   | nya    | [ɲà]           |
| ཏ       | ta    | da     | [tá], [t̞á]     |
| ཐ       | tha   | ta     | [tʰá], [ⁿdá]   |
| ད       | da    | da, ta | [dà], [tʰà]    |
| ན       | na    | na     | [nà]           |
| པ       | pa    | ba     | [pá], [p̞á]     |
| ཕ       | pha   | pa     | [pʰá], [ᵐbá]   |
| བ       | ba    | ba, pa | [bà], [pʰà]    |

| Bokstav | Wylie | Pinyin | IPA            |
| ------- | ----- | ------ | -------------- |
| མ       | ma    | ma     | [mà]           |
| ཙ       | tsa   | za     | [tsá], [t̞sá]   |
| ཚ       | tsha  | ca     | [tsʰá], [ⁿdzá] |
| ཛ       | dza   | za, ca | [dzà], [tsʰà]  |
| ཝ       | wa    | wa     | [wà]           |
| ཞ       | zha   | xa     | [ʑà], [ɕà]     |
| ཟ       | za    | sa     | [zà], [sà]     |
| འ       | 'a    | a      | [ɦà], [ʔ̃à]     |
| ཡ       | ya    | ya     | [jà]           |
| ར       | ra    | ra     | [rà]           |
| ལ       | la    | la     | [là]           |
| ཤ       | sha   | xa     | [ɕá], [ᶮʑá]    |
| ས       | sa    | sa     | [sá], [ⁿzá]    |
| ཧ       | ha    | ha     | [há]           |
| ཨ       | a     | a      | [ʔá]           |

Där två uttal anges gäller den tonande när konsonanten föregås av ett prefix eller upphöjd konsonant.

#### Upphöjda konsonanter
| རྐ   | ལྐ   | སྐ   |
| rka | lka | ska |

#### Nedsänkta konsonanter
| ཀྱ   | ཀྲ   | ཀླ   | ཀྭ   |
| kya | kra | kla | kwa |

### Vokaler
| Fristående | Diakrit | Wylie | Pinyin  | IPA      |
| ---------- | ------- | ----- | ------- | -------- |
| ཨ          | (ingen) | a     | a, ai/ä | [a], [ɛ] |
| ཨི          | ི        | i     | i       | [i]      |
| ཨུ          | ུ        | u     | u, ü    | [u], [y] |
| ཨེ          | ེ        | e     | ê       | [e]      |
| ཨོ          | ོ        | o     | o, oi/ö | [o], [ø] |

### Transkription
De stora skillnaderna mellan stavning och uttal leder till problem vid transkription av tibetanska. Antingen används ett translittereringssystem som strikt återger hur ord stavas eller så transkriberas det "som det låter" efter uttal.
- Wylie-translitterering – Ett system som togs fram 1959 för att kunna translitterera tibetansk text med endast de tecken som finns på en engelsk skrivmaskin. Tack vare att det så exakt återger skriven tibetanska har systemet blivit standard inom akademiska kretsar. Dock klarar det inte att återge alla typer av tibetansk texter. I synnerhet saknas symboler för många tibetanska skiljetecken och kan inte heller återge främmande ord (sanskrit eller kinesiska skriven med tibetansk skrift). Många akademiker har därför fått ta till olika ad hoc-lösningar.
- THL utökad Wylie (EWTS) – Använder versaler för translitterering av retroflexer och långa vokaler som används i sanskrit.[3]
- THL förenklad fonetisk transkription – Ett system för fonetisk transkription som utgår från Wylie. Genom en serie enkla regler kan en relativt god fonetisk representation genereras utifrån en tibetansk text.[4]
- ALA-LC – Ett system framtaget av American Library Association och Library of Congress som bygger på Wylie. Diakritiska tecken används vid transkription av ord på sanskrit: makron för långa vokaler, punkt för retroflexer och ring för stavelsebildande l och r.[5]
- Tibetansk pinyin – Det officiella systemet för att transkribera namn på personer och platser i Kina. Det baserar sig på standardtibetanskan och återspeglar uttalet med hög noggrannhet, bortsett från att det inte markerar toner.[6]

## Sanskrit

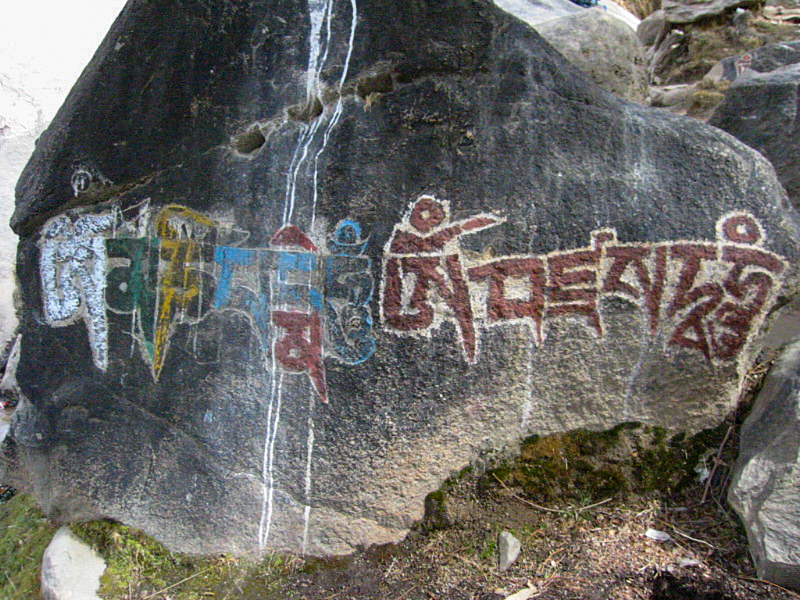
Sanskrit skrivet med tibetansk skrift. Den mångfärgade texten till vänster lyder "Oṃ Maṇi Padme Hūṃ" (tibetanska: ༀམཎིཔདྨེཧཱུྃ, utökad Wylie: oMmanipad+mehU~M) – det främsta mantrat inom tibetansk buddhism. Den enfärgade texten till höger lyder "Oṃ Vajrasattva Hūṃ" (tibetanska: ༀབཛྲསཏྭཧཱུཾ, utökad Wylie: oM badzrasatwa hUM), en åkallan till förkroppsligandet av ursprunglig renhet.

### Konsonanter
| Tibetansk | Devanāgarī | IAST |
| --------- | ---------- | ---- |
| ཀ         | क          | ka   |
| ཁ         | ख          | kha  |
| ག         | ग          | ga   |
| གྷ         | घ          | gha  |
| ང         | ङ          | ṅa   |
| ཙ         | च          | ca   |
| ཚ         | छ          | cha  |
| ཛ         | ज          | ja   |
| ཛྷ         | झ          | jha  |
| ཉ         | ञ          | ña   |
| ཊ         | ट          | ṭa   |
| ཋ         | ठ          | ṭha  |
| ཌ         | ड          | ḍa   |
| ཌྷ         | ढ          | ḍha  |
| ཎ         | ण          | ṇa   |
| ཏ         | त          | ta   |
| ཐ         | थ          | tha  |

| Tibetansk | Devanāgarī | IAST |
| --------- | ---------- | ---- |
| ད         | द          | da   |
| དྷ         | ध          | dha  |
| ན         | न          | na   |
| པ         | प          | pa   |
| ཕ         | फ          | pha  |
| བ         | ब          | ba   |
| བྷ         | भ          | bha  |
| མ         | म          | ma   |
| ཡ         | य          | ya   |
| ར         | र          | ra   |
| ལ         | ल          | la   |
| ཝ         | व          | va   |
| ཤ         | श          | śa   |
| ཥ         | ष          | ṣa   |
| ས         | स          | sa   |
| ཧ         | ह          | ha   |
| ཀྵ         | क्ष         | kṣa  |

Notera att de retroflexa ṭ, ṭh, ḍ, ḍh, ṇ och ṣ bildats genom att bokstäverna för t, th, d, dh, n och s har spegelvänts.
Traditionellt translittereras च, छ, ज och झ (ca, cha, ja och jha) som ཙ, ཚ, ཛ och ཛྷ (tsa, tsha, dza och dzha). Numera kan även ཅ, ཆ, ཇ och ཇྷ (ca, cha, ja och jha) användas.

### Vokaler
| Tibetansk  | Tibetansk       | Devanāgarī | Devanāgarī      | IAST |
| Fristående | Diakrit (med ཀ) | Fristående | Diakrit (med क) | IAST |
| ---------- | --------------- | ---------- | --------------- | ---- |
| ཨ          | ཀ               | अ          | क               | a    |
| ཨཱ          | ཀཱ               | आ          | का               | ā    |
| ཨི          | ཀི               | इ          | कि               | i    |
| ཨཱི          | ཀཱི               | ई          | की               | ī    |
| ཨུ          | ཀུ               | उ          | कु               | u    |
| ཨཱུ          | ཀཱུ               | ऊ          | कू               | ū    |
| རྀ          | ཀྲྀ               | ऋ          | कृ               | ṛ    |
| རཱྀ          | ཀཷ               | ॠ          | कॄ               | ṝ    |

| Tibetansk  | Tibetansk       | Devanāgarī | Devanāgarī      | IAST |
| Fristående | Diakrit (med ཀ) | Fristående | Diakrit (med क) | IAST |
| ---------- | --------------- | ---------- | --------------- | ---- |
| ལྀ          | ཀླྀ               | ऌ          | क               | ḷ    |
| ལཱྀ          | ཀཹ               | ॡ          | क               | ḹ    |
| ཨེ          | ཀེ               | ए          | कॅ               | e    |
| ཨཻ          | ཀཻ               | ऐ          | कै               | ai   |
| ཨོ          | ཀོ               | ओ          | को               | o    |
| ཨཽ          | ཀཽ               | औ          | कौ               | au   |
| ཨཾ          | ཀཾ               | अं          | कं               | aṃ   |
| ཨྃ          | ཀྃ               | अँ          | कँ               | aṁ   |
| ཨཿ          | ཀཿ               | अः          | कः               | aḥ   |

## Unicode
Tibetansk skrift är ett av de skriftsystem som fanns med i den allra första versionen av Unicode 1991. 1993, i version 1.1, plockades det dock bort (kodpunkterna, U+1000–U+104F, kom senare att användas för burmesisk skrift). Det lades till igen i juli 1996 i och med version 2.0. De nya kodpunkterna är U+0F00–U+0FFF.
Unicodes modell för tibetansk skrift skiljer sig från andra brahmi-baserade skriftsystem. De nedsänkta varianterna av konsonantbokstäverna har getts egna kodpunkter och beter sig som diakritiska tecken. Wa, ya och ra finns dessutom i en alternativ form som används för att förhindra att de skrivs i förenklad form. Värt att notera är också att det finns färdiga diakriter för långa vokaler men att deras användning avråds. Istället bör de skrivas med diakriten för respektive kort vokal kombinerat med diakriten för långt a. Rent visuellt blir resultatet detsamma.